# Parlamentswahl in Australien 2007
| QS Ereignisse | Dieser Artikel wurde aufgrund von inhaltlichen Verbesserungsmöglichkeiten auf der Qualitätssicherungsseite des WikiProjekts Ereignisse eingetragen. Dies geschieht, um die Qualität der Artikel aus diesem Themengebiet auf ein höheres Niveau zu bringen. Bitte hilf mit, die inhaltlichen Lücken oder Probleme dieses Artikels zu beseitigen, und beteilige dich an der Diskussion! |  |

- Labor: 83
- Unabh.: 2
- Liberals: 55
- Nationals: 10

- Labor: 32
- Greens: 5
- Unabh.: 1
- Sonst.: 1
- Liberals: 32
- Nationals: 4
- CLP: 1

Die Parlamentswahl in Australien 2007 fand am 24. November 2007 nach einer sechswöchigen Wahlkampagne der Parteien statt. Es war die Wahl zum 42. australischen Parlament. Von den beiden Parlamentskammern wurde das Repräsentantenhaus (Unterhaus) vollständig und der Senat (Oberhaus) teilweise neu gewählt. Zur Wahl waren etwa 13,6 Millionen australische Wähler aufgerufen.
Die Wahl wurde in einem Erdrutschsieg von der Opposition gewonnen, die von Kevin Rudd als Vorsitzendem der australischen sozialdemokratischen Labor Party angeführt wurde. Die bisherige Regierung unter John Howard regierte zuvor seit den Parlamentswahlen im März 1996  (siehe Regierung Howard I, II, III und IV).
Premierminister Howard verlor seinen eigenen Wahlkreis Bennelong, den er seit 1974 gehalten hatte, an die Labor-Abgeordnete Maxine McKew (* 1953).

## Wahlergebnisse

### Repräsentantenhaus
| Partei                              | Partei                            | Stimmen    | Stimmen | Stimmen | Sitze  | Sitze |
| Partei                              | Partei                            | Anzahl     | %       | +/−     | Anzahl | +/−   |
| ----------------------------------- | --------------------------------- | ---------- | ------- | ------- | ------ | ----- |
|                                     | Australian Labor Party (ALP)      | 5.388.184  | 43,38   | +5,74   | 83     | +23   |
|                                     | Liberal Party of Australia (LPA)  | 4.506.302  | 36,28   | −4,19   | 55     | −19   |
|                                     | Australian Greens                 | 967.789    | 7,79    | +0,60   | —      | —     |
|                                     | National Party of Australia (NPA) | 682.424    | 5,49    | −0,40   | 10     | −2    |
|                                     | Unabhängige                       | 275.136    | 2,22    | −0,22   | 2      | −1    |
|                                     | Family First Party (FFP)          | 246.798    | 1,99    | −0,01   | —      | —     |
|                                     | Christian Democratic Party (CDP)  | 104.705    | 0,84    | +0,22   | —      | —     |
|                                     | Australian Democrats (AD)         | 89.813     | 0,72    | −0,52   | —      | —     |
|                                     | Country Liberal Party (CLP)       | 40.298     | 0,32    | −0,02   | —      | −1    |
|                                     | One Nation                        | 32.650     | 0,26    | −0,93   | —      | —     |
|                                     | Citizens Electoral Council (CEC)  | 27.880     | 0,22    | −0,14   | —      | —     |
|                                     | Liberal Democratic Party (LDP)    | 17.048     | 0,14    | +0,14   | —      | —     |
|                                     | Sonstige                          | 40.965     | 0,35    | —       | —      | —     |
|                                     | gesamt                            | 12.419.992 | 100,00  |         | 150    |       |
| Wahlberechtigte                     | Wahlberechtigte                   | 13.646.539 |         |         |        |       |
| Wahlbeteiligung (Wahlpflicht)       | Wahlbeteiligung (Wahlpflicht)     | 94,76 %    |         |         |        |       |
| abgegebene Stimmen                  | abgegebene Stimmen                | 12.930.814 |         |         |        |       |
| ungültige Stimmen                   | ungültige Stimmen                 | 510.822    |         |         |        |       |
| Quelle: australische Wahlkommission |                                   |            |         |         |        |       |

### Senat
Neu gewählt wurden 40 der 76 Sitze.
| Partei                              | Partei                                                             | Stimmen    | Stimmen | Stimmen | Sitze    | Sitze  | Sitze |
| Partei                              | Partei                                                             | Anzahl     | %       | +/−     | Gewonnen | Gesamt | +/−   |
| ----------------------------------- | ------------------------------------------------------------------ | ---------- | ------- | ------- | -------- | ------ | ----- |
|                                     | Australian Labor Party (ALP)                                       | 5.101.200  | 40,30   | +5,28   | 18       | 32     | +4    |
|                                     | Liberal/National (gemeinsame Kandidaten in mehreren Bundesstaaten) | 3.883.479  | 30,68   | +4,96   |          |        |       |
|                                     | Liberal Party of Australia (LPA)                                   | 1.110.366  | 8,77    | −8,88   | 15       | 32     | −2    |
|                                     | National Party of Australia (NPA)                                  | 20.997     | 0,17    | −1,20   | 2        | 4      | —     |
|                                     | Australian Greens                                                  | 1.144.751  | 9,04    | +1,38   | 3        | 5      | +1    |
|                                     | Family First Party (FFP)                                           | 204.788    | 1,62    | −0,14   | —        | 1      | —     |
|                                     | Australian Democrats (AD)                                          | 162.975    | 1,29    | −0,80   | —        | —      | −4    |
|                                     | Country Liberal Party (CLP)                                        | 40.253     | 0,32    | −0,03   | 1        | 1      | —     |
|                                     | Unabhängige                                                        | 174.458    | 1,38    | —       | 1        | 1      | —     |
|                                     | Sonstige                                                           | 813.538    | 6,43    | —       | —        | —      | —     |
|                                     | gesamt                                                             | 12.656.805 | 100,00  |         | 40       | 76     |       |
| Wahlberechtigte                     | Wahlberechtigte                                                    | 13.646.539 |         |         |          |        |       |
| Wahlbeteiligung (Wahlpflicht)       | Wahlbeteiligung (Wahlpflicht)                                      | 95,17 %    |         |         |          |        |       |
| abgegebene Stimmen                  | abgegebene Stimmen                                                 | 12.987.814 |         |         |          |        |       |
| ungültige Stimmen                   | ungültige Stimmen                                                  | 331.009    |         |         |          |        |       |
| Quelle: australische Wahlkommission |                                                                    |            |         |         |          |        |       |